# Ультрафиолетовая катастрофа

Предсказания спектра излучения абсолютно чёрного тела в зависимости от температуры. Классическая теория (чёрная линия) неверно предсказывала спектральную плотность энергии излучения в области коротких (ультрафиолетовых) волн.

Ультрафиоле́товая катастро́фа — парадокс классической физики, состоящий в том, что полная мощность теплового излучения любого нагретого тела, согласно закону Рэлея — Джинса, должна быть бесконечной. Название парадокс получил из-за того, что спектральная плотность энергии излучения должна была неограниченно расти по мере сокращения длины волны.
По сути, этот парадокс показал в своё время если не внутреннюю противоречивость классической физики, то, во всяком случае, крайне резкое расхождение с экспериментом. Так как это не согласуется с экспериментальным наблюдением, в конце XIX века возникали трудности в описании фотометрических характеристик тел.
Проблема была вынужденно решена Максом Планком 14 декабря 1900 года при помощи квантовой теории излучения, путём введения так называемой гипотезы Планка, заключающейся в том, что при тепловом излучении энергия испускается и поглощается не непрерывно, а отдельными квантами (порциями). Каждая такая порция-квант имеет энергию {\displaystyle {\mathcal {E}}}, пропорциональную частоте {\displaystyle \nu } излучения:
где {\displaystyle h} или {\displaystyle \hbar ={\frac {h}{2\pi }}} — коэффициент пропорциональности, названный впоследствии постоянной Планка.
Тогда проблема снималась следующим механизмом:
- Излучают энергию, как и в предыдущей теории - отдельные частицы вещества, т.н. осцилляторы.
- Осцилляторы обмениваются энергией между собой случайным образом, и чтобы испустить квант света, осциллятору необходимо обладать не меньшей энергией, чем испускаемый квант.
- Поскольку энергия кванта растёт с его частотой, высокочастотные (и потому высокоэнергетичные) кванты могут быть испущены лишь высокоэнергетичными осцилляторами, которых статистически будет немного и количество которых будет экспоненциально уменьшаться с ростом требуемой энергии.
- Если бы излучение совершалось не квантами, а сколь угодно малыми порциями, то осцилляторам не требовалось бы иметь высокую собственную энергию, чтобы испустить коротковолновое излучение, оно испускалось бы с той же интенсивностью, как и длинноволновое (именно такой результат получается по формуле Рэлея-Джинса). Данный же механизм эффективно подавляет излучение высокоэнергетичных, то есть высокочастотных квантов излучения.

На основе своей гипотезы Планк предложил теоретический вывод соотношения между температурой тела и испускаемым этим телом излучением — формулу Планка. Принятие этой гипотезы позволило Планку построить теорию теплового излучения, прекрасно согласующуюся с экспериментом.
Позднее гипотеза Планка была подтверждена экспериментально. Выдвижение данной гипотезы считается моментом рождения квантовой механики.